# 白求恩 (南卡罗来纳州)
白求恩（英文：Bethune），是美国南卡罗来纳州下属的一座城市。城市类型是“Town”。其面积大约为1.1平方英里（2.85平方公里）。根据2010年美国人口普查，该市有人口334人，人口密度约为每平方 英里303.64人（约合每平方公里117.24人）。